# Led Zeppelin North American Tour 1980
Led Zeppelin North American Tour 1980 var en planerad konsertturné med det brittiska hårdrocksbandet Led Zeppelin i USA 1980. Turnén blev aldrig genomförd på grund av att trumslagaren John Bonham avled dagen innan bandet skulle resa från England till USA.

## Planerade turnédatum
- 17/10/1980  Forum de Montréal - Montréal
- 19/10/1980  Capital Centre - Landover (Maryland)
- 21/10/1980  Capital Centre - Landover
- 22/10/1980  Spectrum, Philadelphia
- 23/10/1980  Capital Centre - Landover
- 26/10/1980  Richfield Coliseum - Cleveland
- 27/10/1980  Richfield Coliseum - Cleveland
- 29/10/1980  Joe Louis Stadium - Detroit
- 30/10/1980  Joe Louis Stadium - Detroit
- 01/11/1980  War Memorial Auditorium - Buffalo
- 03/11/1980  Spectrum - Philadelphia
- 04/11/1980  Spectrum - Philadelphia
- 06/11/1980  Civic Arena - Pittsburgh
- 07/11/1980  Civic Arena - Pittsburgh
- 09/11/1980  Civic Centre - Saint Paul
- 10/11/1980  Chicago Stadium - Chicago
- 12/11/1980  Chicago Stadium - Chicago
- 13/11/1980  Chicago Stadium - Chicago
- 15/11/1980  Chicago Stadium - Chicago